# Fijidollar
Fijidollar (FJ$ - ) är den valuta som används i Fijiöarna i Stilla havet. Valutakoden är FJD. 1 Dollar = 100 cents.
Valutan infördes under år 1969 och ersatte det fijianska pundet som i sin tur ersatte det tidigare brittiska pundet. Åren 1867 - 1873 hette valutan också dollar.

## Användning
Valutan ges ut av Reserve Bank of Fiji - RBF som ombildades 1983 och har huvudkontoret i Suva.

## Valörer
- mynt: 1 dollar samt 1, 2, 5, 10, 20 och 50 cents
- sedlar: 2, 5, 10, 20, 50 och 100 dollars